# جيم هوتون
جيم هوتون (بالإنجليزية: Jim Hutton)‏ مواليد 31 مايو 1934 في بينغامتون، الولايات المتحدة - الوفاة 2 يونيو 1979 في لوس أنجلوس، هو ممثل أمريكي بدأ مسيرته الفنية سنة 1958. درس في جامعة سيراكيوز.

## الأعمال
- عشر ثوان إلى الجحيم
- بيريود أوف أدجستمنت
- هيلفيترز

## روابط خارجية
- جيم هوتون على موقع IMDb (الإنجليزية)
- جيم هوتون على موقع ألو سيني (الفرنسية)
- جيم هوتون على موقع أول موفي (الإنجليزية)
- جيم هوتون على موقع قاعدة بيانات الأفلام السويدية (السويدية)
- جيم هوتون على موقع إن إن دي بي (الإنجليزية)
- جيم هوتون على موقع قاعدة بيانات الفيلم (الإنجليزية)
- جيم هوتون على موقع كينوبويسك (الروسية)